# Melanoplus dimidipennis
Melanoplus dimidipennis är en insektsart som beskrevs av Bruner, L. 1904. Melanoplus dimidipennis ingår i släktet Melanoplus och familjen gräshoppor. Inga underarter finns listade i Catalogue of Life.